# زنتینگ
زنتینگ (به آلمانی: Zenting) یک شهر در آلمان است که در فرایونگ-گرافناو واقع شده‌است.

## خصوصیات
زنتینگ ۲۱٫۷۴ کیلومترمربع مساحت دارد ۴۵۰ متر بالاتر از سطح دریا واقع شده‌است.